# Revolução copernicana

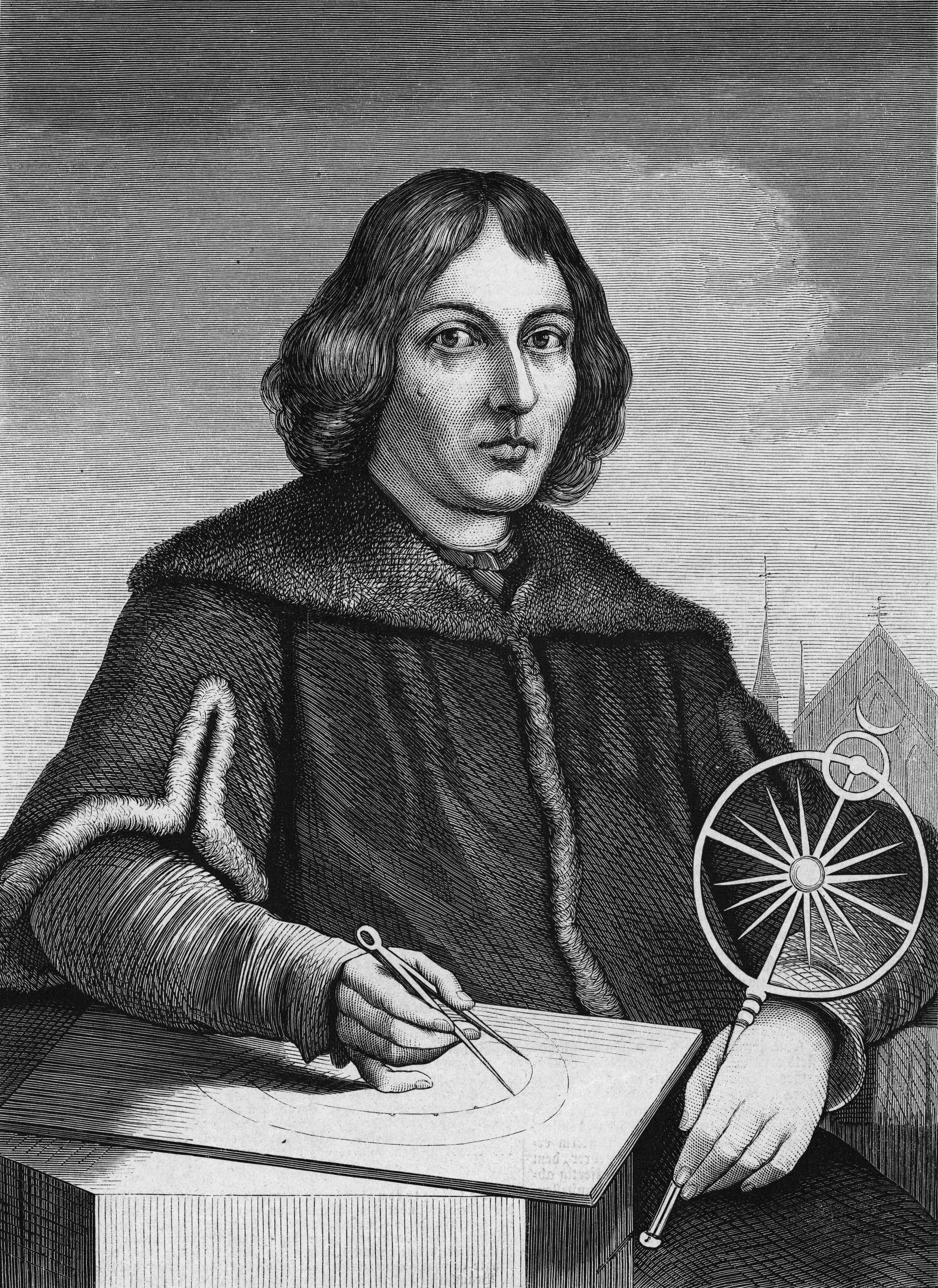
Nicolau Copérnico, criador do modelo heliocêntrico.

A revolução Copernicana constituiu-se no processo histórico que redundou na substituição do sistema geocêntrico (Geocentrismo) pelo sistema heliocêntrico (Heliocentrismo), inclusive no que diz respeito às profundas consequências acarretadas por essa substituição para a história da humanidade.

## A questão fundamental
Para explicar o porquê de no decurso de 24 horas um dia e uma noite se alternam, um defensor do Geocentrismo postula que a Terra está imóvel e o Sol faz uma volta completa em torno da Terra no período de 24 horas, enquanto um defensor do Heliocentrismo postula que o Sol está parado e que é a Terra que faz um movimento de rotação completa em torno de seu próprio eixo no decurso de 24 horas. Ademais, se bem que o movimento de translação não entre propriamente para a explicação estrita da alternância entre dia e noite ao cabo de cada 24 horas, este defensor do sistema heliocêntrico também admite esta imprescindível translação completa da Terra em torno do Sol no decurso de 365 dias que, como sabemos, constitui-se no próprio fundamento do sistema heliocêntrico e que este é crucial para a explicação consequente, por exemplo, da fase cheia de Vênus.
Uma resposta do gênero, no entanto, peca, pelo menos, por duas lacunas. A primeira pode ser assim expressa: ora, se a Revolução Copernicana diz respeito a esta passagem, então por que ela não se deu antes mesmo de Nicolau Copérnico (1473-1543)? Ora, se antes de Nicolau Copérnico houve muitos defensores da mobilidade da Terra, então por quais motivos Copérnico aparece assim tão singularmente como divisor de águas? Na carta que Galileu Galilei escreve em 1615 a Cristina de Lorena, Grã-Duquesa da Toscana, são listados pelo menos sete autores pré-copernicanos que já defendiam a mobilidade da Terra: Pitágoras, Heáclides do Ponto, Filolau, Platão, Aristarco de Samos, Seleuco e Hicetas.
A segunda lacuna é que os argumentos em prol do sistema heliocêntrico careciam de defesa convincente, pois contrariavam a intuição e a experiência então consolidadas e por esta razão careciam de argumentos pós-copernicanos, pois Copérnico, como pensador de transição, ainda era parcialmente Aristotélico. Era necessário demolir os argumentos contrários à mobilidade da Terra e este espaço é legado a um protagonista de primeiríssima importância: Galileu Galilei (1564-1642). É digno de nota que no seu famoso livro Diálogo sobre os dois Máximos Sistemas do Mundo Ptolomaico & Copernicano, publicado em Florença em 1632, Galileu, em uma fala de sua personagem Salviati, tenha assim se manifestado: “…não posso encontrar limite para a minha admiração de como tenha podido, em Aristarco e em Copérnico, a razão fazer tanta violência aos sentidos, que contra estes ela se tenha tornado soberana de sua credulidade” (grifos nossos). As palavras razão e sentidos são fundamentais no método de Galileu reiteradamente mencionado pelo próprio florentino ao longo de sua obra como sendo um tal a combinar experiências sensíveis com demonstrações necessárias. Em outras palavras, era a emergência da consciência de que, sem desconsiderar a importância dos sentidos, era estritamente necessário eleger a primazia da razão. Nesta orientação metodológica, Galileu age de maneira revolucionária, em pelo menos duas vertentes: (1) Inventa a astronomia telescópica (antes dele, toda a astronomia era a olho nu) e não é por outra razão que o ano de 2009 foi escolhido como o Ano Internacional da Astronomia, pois naquele ano se comemorava o quarto século desde que Galileu houvera apontado em 1609 a sua luneta para o Céu e o estudado com os olhos da razão e não meramente com os olhos dos sentidos ingênuos e destituídos de considerações prévias; (2) Inventa a ciência dos movimentos locais que foi a base fundamental com a qual o seu sucessor extraordinário Isaac Newton (1642-1727) firmemente se apoiou.
Assim, Galileu refuta o mundo supralunar da quinta essência ou substância etérea de Aristóteles, mostrando que há crateras na Lua, o Sol exibe manchas, que Júpiter é centro de revolução de seus respectivos satélites (uma descoberta em si própria revolucionária) e, dentre outras várias descobertas fundamentais, apresenta uma estupenda prova em prol do sistema heliocêntrico: a existência da fase cheia de Vênus que era inexplicável à luz da concepção geocêntrica. Como a fase de um astro diz respeito a qual porção do disco deste astro é iluminado pelo Sol quando visto por nós aqui da Terra, então Vênus cheia somente é possível quando Terra e Vênus estão em posições diametralmente opostas em relação ao Sol e, por isso, o disco iluminado de Vênus é pequenininho pois a sua distância da Terra é máxima. Em outras posições intermediárias, o disco de Vênus é muito maior, porém a porção iluminada de seu disco é parcial, exatamente pela razão de que as distâncias relativas entre Vênus e Terra serem muitíssimo menores na comparação com a máxima distância relativa quando é exibida a fase cheia de Vênus.

## Johannes Kepler
Outro protagonista de primeiríssimo plano no curso da revolução Copernicana foi Johannes Kepler (1571- 1630), famoso pelas suas três leis dos movimentos dos planetas em torno do Sol em órbitas elípticas, ou seja, as assim chamadas: lei das órbitas; lei das áreas; e lei dos períodos (Leis de Kepler).

## Isaac Newton
Isaac Newton com a formulação das leis da mecânica e de sua Lei da gravitação universal realiza um passo de decisiva importância que se constitui na unificação entre a física de Galileu Galilei dos movimentos locais com a astronomia de Kepler. Articula conceitos seminais e de grande profundidade como espaço absoluto, tempo absoluto, massa, força e ação a distância.

## Revolução Científica
A chamada revolução Copernicana exigiu desenvolvimentos pós-copernicanos e deste modo seria mais adequadamente denotada por revolução Copernicana-Galileana-Kepleriana-Newtoniana, ou simplesmente, por Revolução Científica. Entende-se também que a posição central de Copérnico em relação aos seus precursores da concepção heliocêntrica, citados na carta de Galileu a Cristina de Lorena, se deve de forma relevanta à defesa do heliocentrismo protagonizada por Galileu.
A Revolução Científica constitui-se em um processo longo e complexo como o que se deu no período compreendido entre 1543 (ano da publicação do De Revolutionibus, de Copérnico) e 1687 (ano da publicação dos Principia de Newton), ou seja, ao longo de quase 150 anos de penoso trabalho.